# Paeonia ostii
Paeonia ostii är en pionväxtart som beskrevs av Tan Hong och Jia-xun Zhang. Paeonia ostii ingår i släktet pioner, och familjen pionväxter. Inga underarter finns listade i Catalogue of Life.

## Bildgalleri

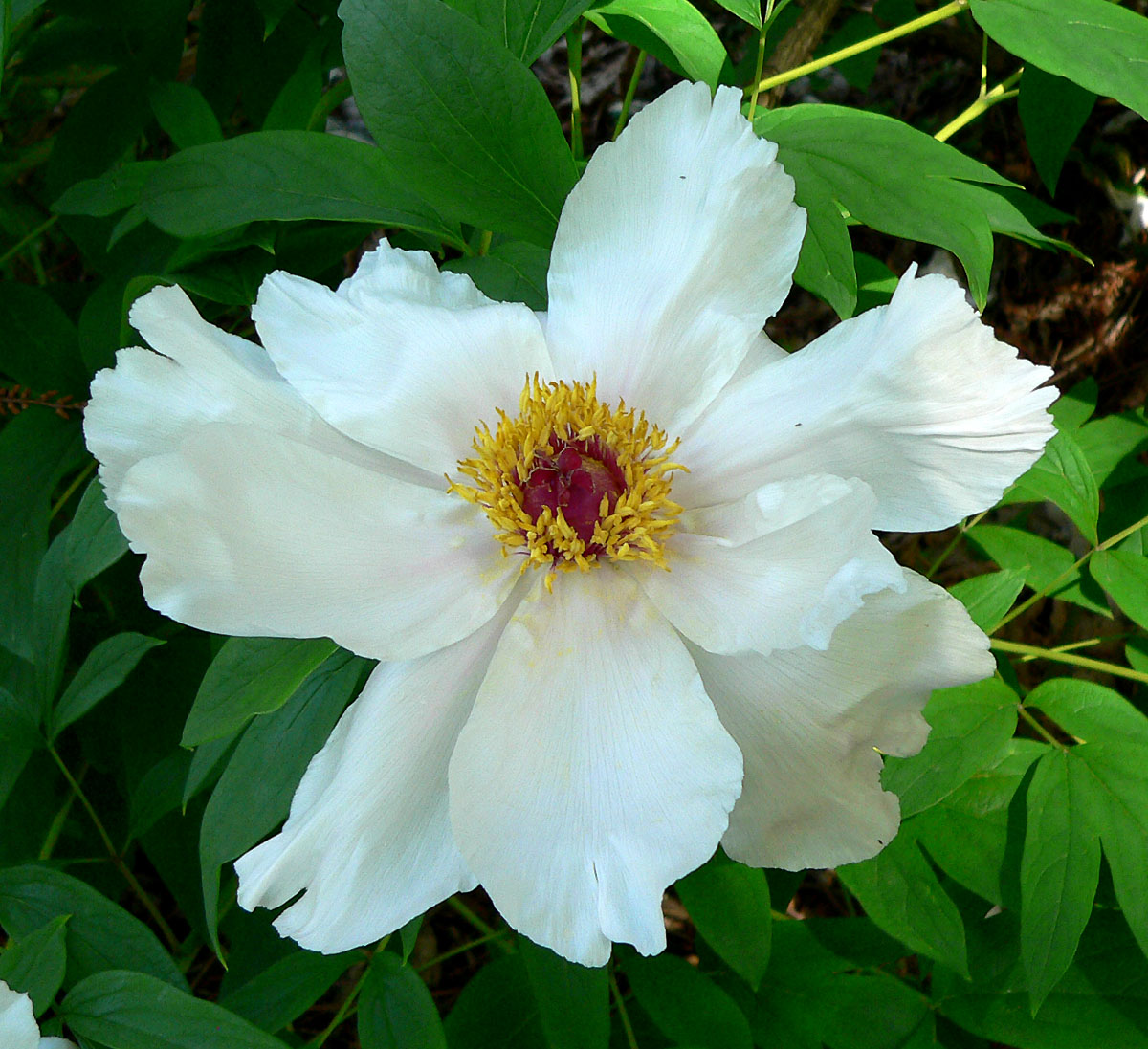
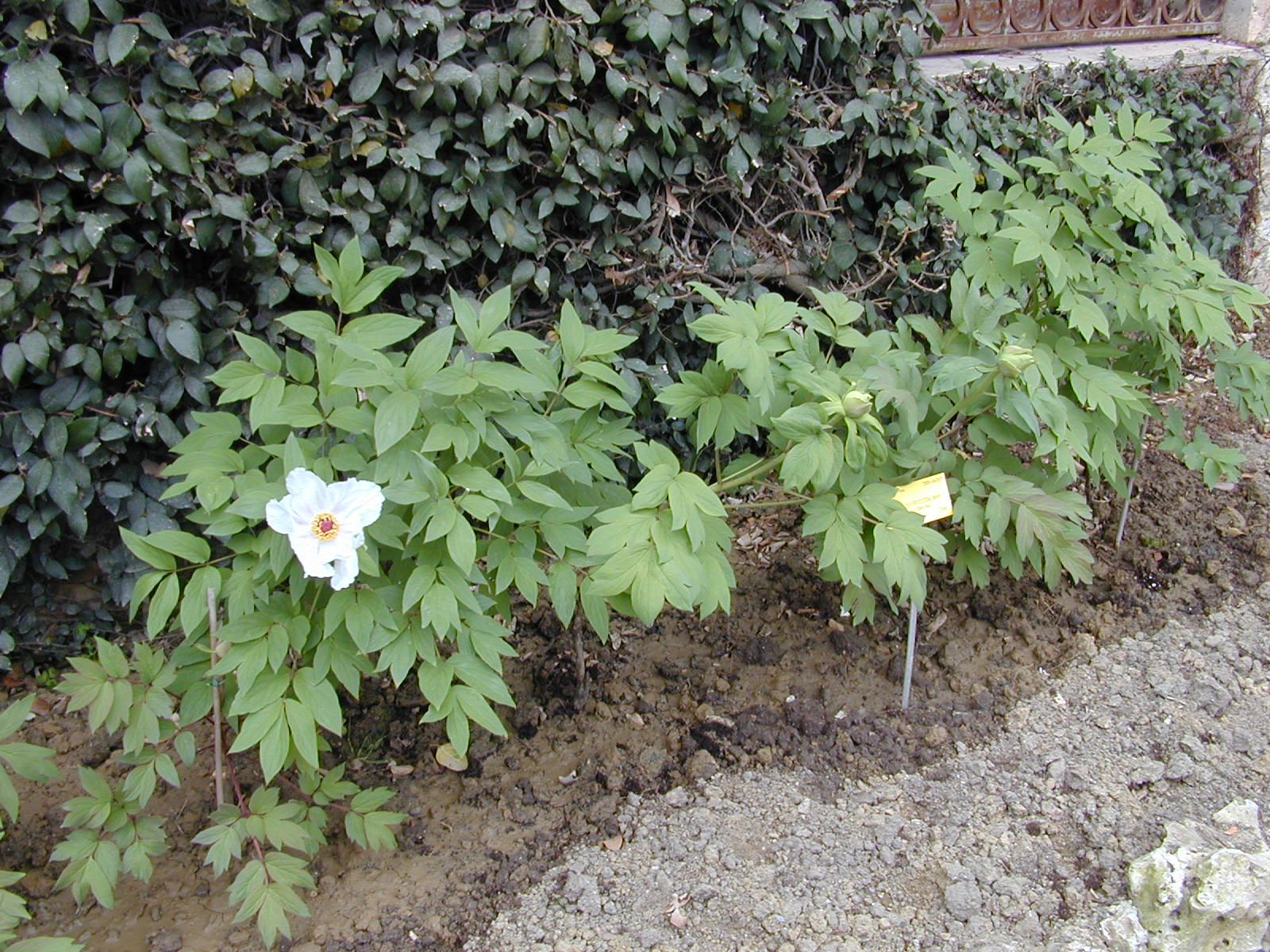
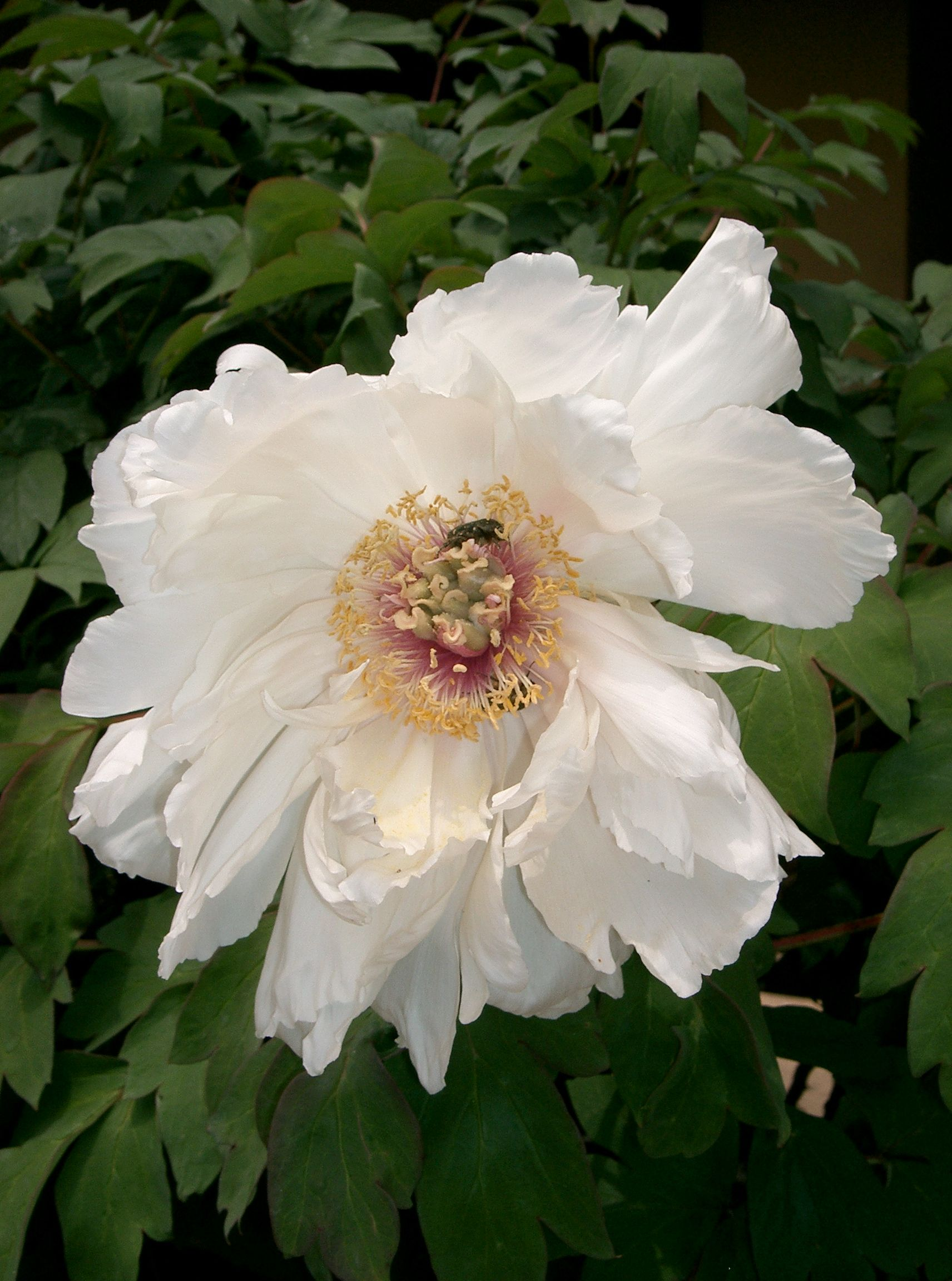
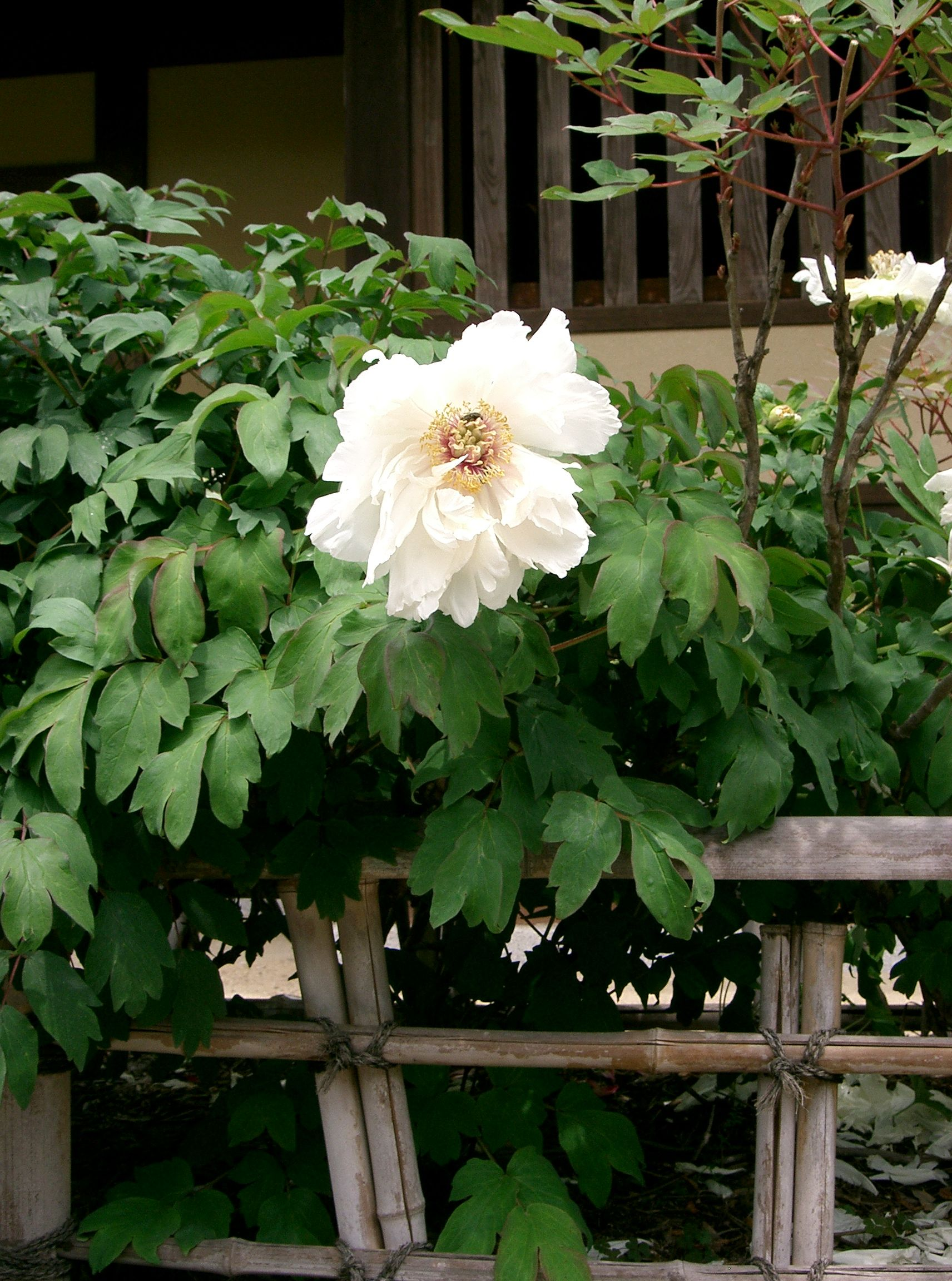
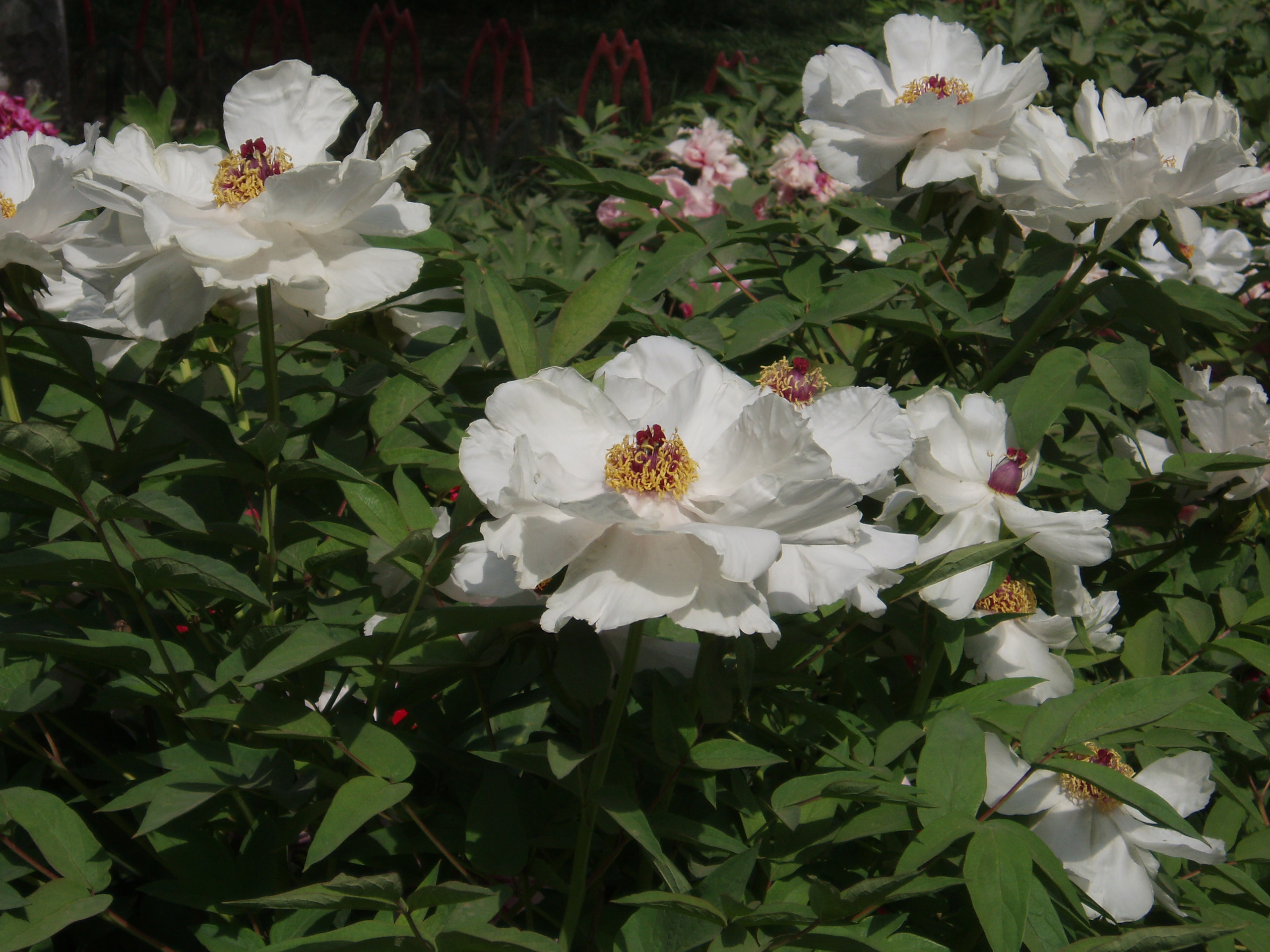
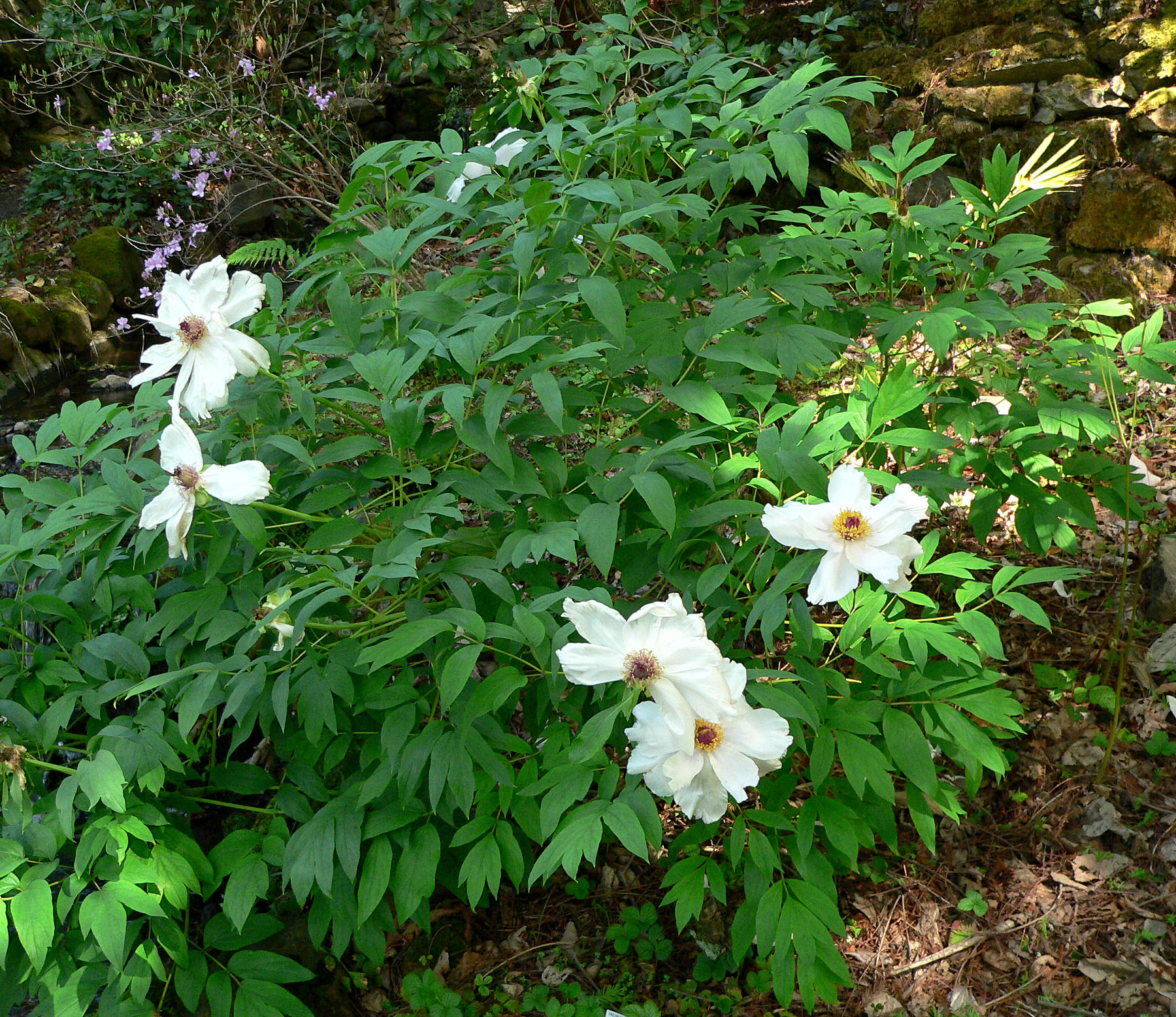